# Aeroportul Pondicherry
Aeroportul Pondicherry (IATA: PNY, ICAO: VOPC) este un aeroport din Lawspet⁠(d), India ce deservește zona Pondicherry⁠(d). Aeroportul a fost tranzitat în decembrie 2022 de 6.145 de pasageri. A fost numit după zona deservită.
Situat la o altitudine de 41 m, aeroportul dispune de o singură pistă. Este operat de Airports Authority of India⁠(d).